# Сельское поселение Семигороднее

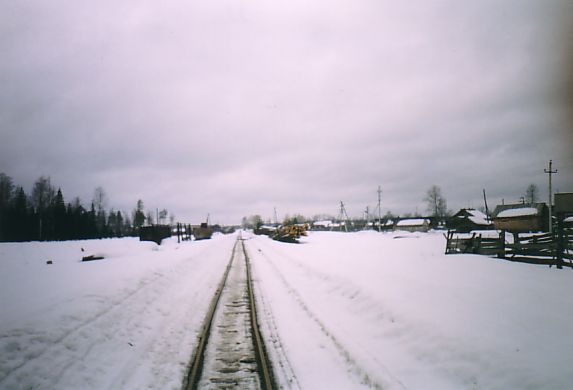
Семигородняя

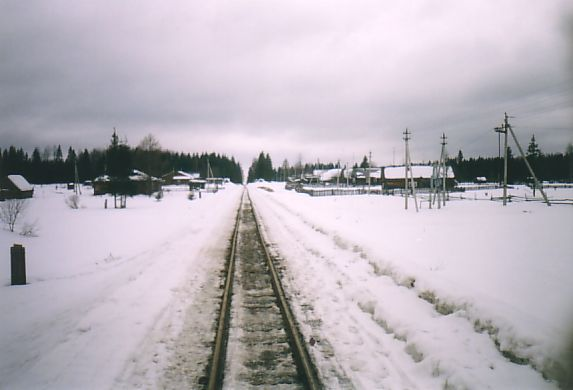
6 километр

Сельское поселение Семигороднее — сельское поселение в составе Харовского района Вологодской области.
Центр — ж/д станция Семигородняя. Площадь — 434,6 км².
Образовано 1 января 2006 года в соответствии с Федеральным законом № 131 «Об общих принципах организации местного самоуправления в Российской Федерации».
Население на 1 января 2010 года — 1858 человек, из них трудоспособного возраста — 969, дети до 6 лет — 73, пенсионеры — 564.

## История
История Семигороднего сельского поселения неразрывно связана с Семигородней узкоколейной железной дорогой. Её предшественником была монорельсовая дорога, построенная в начале 1930-х годов. Монорельсовые дороги в то время пытались внедрять в разных регионах России, но все они просуществовали менее 20 лет.
В 1946 году был открыт первый участок узкоколейной железной дороги, построенной по трассе ликвидированной монорельсовой дороги. Первоначально на узкоколейной железной дороге работали паровозы, позднее — различные тепловозы.
Семигородний леспромхоз быстро стал одним из гигантов лесной отрасли. По мере освоения лесных массивов магистраль узкоколейной железной дороги продвигалась всё дальше и дальше на восток, достигнув к концу 1970-х годов длины 115 км. Вдоль неё один за другим появлялись лесные поселки, где жили лесозаготовители. Длина веток и усов составляла не менее 80 км.
В 1980-е годы предполагалось построить соединение с Пятовской узкоколейной железной дорогой (от станции Дружба в направлении Крутой Осыпи). В случае реализации этого проекта протяжённость объединённой железнодорожной сети приблизилась бы к 400 километрам. Но к концу 1980-х годов объёмы перевозок многократно сократились. Ухудшение состояния пути и вызванные этим постоянные аварии приносили леспромхозу огромные убытки.
В 1994 году прекратилась вывозка леса из Тафтинского лесопункта (посёлок Дружба). Объём заготавливаемой древесины сразу после этого уменьшился на 100 тысяч кубометров. В дальнейшем объёмы лесозаготовок и, как следствие, движение по УЖЗ сократились ещё сильнее.
В 1999 году был утверждён список населённых пунктов Вологодской области. Согласно этому списку в Семигородний сельсовет входили 9 населённых пунктов, 7 из которых располагались на Семигородней узкоколейной железной дороге. 3 посёлка на УЖД (47 км, Согорки и Дружба) располагались на территории соседнего Сямженского района.
1 января 2006 года было образовано Семигороднее сельское поселение. В его состав вошли 6 посёлков Семигороднего сельсовета. Посёлки 47 км и Согорки вошли в состав Житьёвского сельского поселения Сямженского района, а Дружба — Коробицынского.
До 1 марта 2010 года состав сельского поселения не изменялся.

## География
Расположено на юго-востоке района. Граничит:
- на севере с Михайловским и Харовским сельскими поселениями,
- на западе с Нестеровским сельским поселением Сокольского района,
- на юге с Двиницким сельским поселением Сокольского района,
- на востоке с Житьёвским сельским поселением Сямженского района.

Центр поселения, Семигородняя — станция Северной железной дороги (участок Вологда — Харовск). Семигородняя узкоколейная железная дорога начинается в Семигородней и идёт на восток. На ней расположены посёлки 6 км, 17 км, Томашка (28 км). К югу от Семигородней расположены посёлки Возрождение и Волонга, к которым ведёт грунтовая дорога. В Волонге также расположена одноимённая железнодорожная станция СЖД.
Через посёлки Томашка и Волонга протекают одноимённые реки, через Семигороднюю — река Двиница, через посёлок 17 км — Корженга.

## Экономика
Основная сфера экономики — лесозаготовки (ООО «Семигородний ЛПК», частные предприниматели). Лес вывозится по УЖД и автомобильным транспортом. Действует Семигороднее лесничество.
В посёлках Семигородняя и Томашка работают магазины, в других населённых пунктах — выездная торговля. Население ведёт личное хозяйство, занимается разведением крупного и мелкого рогатого скота, птиц, пчеловодством.
Работают детский сад, Семигородняя участковая больница, ФАП, 2 отделения связи (п. Семигородняя, п. Томашка), 2 клуба, 2 библиотеки. АТС обеспечивает телефонную связь во всех населённых пунктах, в Семигородней установлена вышка МТС.
В Семигородской общеобразовательной средней школе обучается 126 детей, работают 29 учителей (2010 год). При школе есть интернат, кружки и секции.

## Населённые пункты
В состав сельского поселения входят 6 населённых пунктов, в том числе 1 ж/д станция, 5 посёлков.
| Населённый пункт         | ОКАТО          | Рег. номер | Расстояние до районного центра, км | Расстояние до центра поселения, км | Координаты                      | Население (2010) |
| ------------------------ | -------------- | ---------- | ---------------------------------- | ---------------------------------- | ------------------------------- | ---------------- |
| посёлок Возрождение      | 19 252 832 003 | 7080       | 20                                 | 5                                  | 59°46′45″ с. ш. 40°11′44″ в. д. | 17               |
| посёлок Волонга          | 19 252 832 004 | 7081       | 24                                 | 9                                  | 59°43′54″ с. ш. 40°10′31″ в. д. | 55               |
| ж/д станция Семигородняя | 19 252 832 001 | 7079       | 15                                 | 0                                  | 59°48′47″ с. ш. 40°10′30″ в. д. | 1577             |
| посёлок Томашка          | 19 252 832 008 | 7084       | 43                                 | 28                                 | 59°47′26″ с. ш. 40°39′32″ в. д. | 155              |
| посёлок 6 км             | 19 252 832 009 | 7085       | 21                                 | 6                                  | 59°48′33″ с. ш. 40°15′32″ в. д. | 28               |
| посёлок 17 км            | 19 252 832 010 | 7086       | 32                                 | 17                                 | 59°48′09″ с. ш. 40°27′53″ в. д. | 26               |